# Тамзин Мърчант
Тамзин Мърчант (на английски: Tamzin Merchant) е английска актриса и писателка.
Известна е с ролите си на Джорджиана Дарси във филма „Гордост и предразсъдъци“ (2005), на Катрин Хауърд в сериала „Династията на Тюдорите“ (2009 – 2010) и на Ан Хейл в сериала „Салем“ (2014 – 2017). Пише произведения в жанра детска литература.

## Биография и творчество
Тамзин Мърчант е родена на 4 март 1987 г. в Хейуърдс Хийт, Западен Съсекс, Англия. Израства в Австралия, Южна Африка и Дубай, преди да се премести в Англия в ранните си тийнейджърски години. Учи в гимназия „Уиндълшам Хаус“ и в интерната „Брайтън Колидж“. На два пъти отлага следването си, за да се съсредоточи върху актьорската си кариера, преди да завърши английски език и драма в Нотингам Колидж на Кеймбриджкия университет.
Ранните ѝ актьорски участия включват ролята на Марго Дърел в телевизионния филм на Би Би Си от 2005 г. „Моето семейство и други животни“. Същата година прави своя дебют на големия екран в ролята на Джорджиана Дарси в „Гордост и предразсъдъци“. Участва в още две драми на Би Би Си от 2006 г. – като Сара Фокс в комедията „Ръководство за добро домакинство“ и като Истууд в историческата драма „Жертва 1906“. През 2007 г., докато учи в университета, участва като Лейди Агата в аудиопродукцията „Ветрилото на лейди Уиндърмиър“. Участва в третия сезон на сериала „Династията на Тюдорите“ в ролята на Катрин Хауърд, петата съпруга на Хенри VIII, като дебютира в ролята във финала на третия сезон и участва основно в няколко епизода на четвъртия (и последен) сезон. .
Изпълнява ролята на Денерис Таргариен в неизлъчвания пилот на сериала „Игра на тронове“, но тъй като епизодът не е приет от продуцентите, първият епизод е напълно преработен, а тя е заменена от Емилия Кларк. През 2012 г. играе 17-годишната Роза Бъд в телевизионната адаптация на Би Би Си на „Мистерията на Едуин Друуд“ на Чарлз Дикенс. В периода 2014 – 2017 г. участва в трите сезона на сериала „Салем“. От 2019 г. участва като Имоджен Спърнроуз в сериала „Карнавален ред“ заедно с Орландо Блум и Кара Делевин.
Първият ѝ роман „Шапкарите“ от едноименната поредица за деца е издаден през 2021 г. Главната героиня, Кордилия Хатмейкър, е от семейство занаятчии, които вплитат магия в шапките, които изработват, занаят предаван от поколения. Заедно с останалите четири фамилии занаятчии – Шивачи, Обущари, Ръкавичари и Ботушари, Шапкарите трябва да изработят Одежди на мира, за да предотвратят война между Англия и Франция. Но когато баща ѝ изчезва в морето, става ясно, че някой се опитва да им попречи.

## Филмография

### В киното
- 2005 Гордост и предразсъдъци, Pride & Prejudice
- 2008 Radio Cape Cod
- 2009 Princess Kaiulani
- 2011 Jane Eyre
- 2011 Red Faction: Origins
- 2012 Second Wind
- 2014 Copenhagen Sandra
- 2015 Dragonheart 3: The Sorcerer's Curse
- 2015 The Messenger
- 2016 The Dancer
- 2017 Dragonheart: Battle for the Heartfire
- 2020 Running Naked
- 2022 A Midsummer Night's Dream
- 2022 James and Lucia

### В телевизията
- 2005 My Family and Other Animals
- 2006 The Good Housekeeping Guide
- 2006 Casualty 1906
- 2008 Bonekickers – в епизода Army of God
- 2009 – 2010 Династията на Тюдорите, The Tudors
- 2011 Red_Faction: Origins
- 2011 DCI Banks
- 2012 The Mystery of Edwin Drood
- 2013 Murder on the Home Front
- 2014 – 2017 Salem
- 2017 Супергърл, Supergirl
- 2019 – 2023 Carnival Row
- 2019 Thanks for the Memories
- 2022 Tom Jones

## Произведения

### Поредица „Шапкарите“ (Hatmakers)
1. The Hatmakers (2021)[1][2]
Шапкарите, изд. Noble Star Books (2023), прев. Боряна Даракчиева
2. The Mapmakers (2022)
3. The Troublemakers (2023)